# Lankascincus taylori
Lankascincus taylori — вид сцинкоподібних ящірок родини сцинкових (Scincidae). Ендемік Шрі-Ланки. Вид названий на честь американського герпетолога Едварда Харрісона Тейлора.

## Поширення і екологія
Lankascincus taylori широко поширені в Центральному нагір'ї на острові Шрі-Ланка, зокрема в національному парку Сінхараджа та в горах Наклз. Вони живуть у вологих тропічних лісах в низовинах і передгір'ях та в мішаних вічнозелених лісах. Зустрічаються на висоті до 1300 м над рівнем моря. Живляться комахами. Відкладають яйця, в кладці 2 яйця.

## Збереження
МСОП класифікує цей вид як вразливий. Lankascincus taylori загрожує знищення природного середовища.